# Anchorman 2 - Fotti la notizia
Anchorman 2 - Fotti la notizia (Anchorman 2: The Legend Continues) è un film del 2013 diretto da Adam McKay, sequel di Anchorman - La leggenda di Ron Burgundy (2004).

## Trama
Nel 1979, Ron Burgundy e Veronica Corningstone sono marito e moglie co-conduttori per una prestigiosa rete di notizie a New York City. Mack Tannen, il più famoso conduttore del telegiornale serale di New York, sta andando in pensione. Promuove Corningstone, rendendola la prima conduttrice donna del telegiornale serale nella storia della televisione, e licenzia Burgundy a causa della sua performance costantemente sciatta in onda. Burgundy diventa geloso del successo di Corningstone e se ne va di casa furibondo, lasciando lei e il loro figlio di 6 anni Walter.
Sei mesi dopo, Burgundy è tornato a San Diego, a malapena in grado di mantenere un lavoro a causa della depressione. Dopo essere stato licenziato da SeaWorld e aver fallito un tentativo di suicidio, Burgundy accetta un lavoro offertogli da Freddie Shapp con GNN, la prima rete di notizie 24 ore su 24 al mondo. Insieme al suo cane Baxter, riunisce i suoi amici e la squadra di notizie Champ Kind, Brian Fantana e Brick Tamland. Viene loro assegnata la fascia oraria impopolare di tarda notte e fanno una scommessa con l'odioso conduttore di prima serata Jack Lime che supereranno i suoi ascolti. Nel frattempo, Burgundy scopre che Corningstone sta frequentando lo psicologo Gary.
Con il lancio di GNN, Burgundy decide di trasmettere ciò che la gente vuole sentire, piuttosto che ciò che ha bisogno di sentire. Lui e il suo team ideano un notiziario sensazionalistico e patriottico. Il loro nuovo approccio è un successo, battendo Lime in termini di ascolti in modo massiccio, e le altre reti di notizie si affannano per emularli. In base ai termini della scommessa, Lime cambia legalmente il suo nome in Jack Lame.
Burgundy e il suo team vengono promossi al primetime, dove godono di fama e fortuna. Il successo di Burgundy eccita la manager della GNN, Linda Jackson, e i due iniziano a frequentarsi. Tamland incontra Chani, un'impiegata della GNN altrettanto eccentrica, e se ne innamora. Burgundy si lascia andare alla testa per la sua nuova fama e trascura i suoi obblighi genitoriali nei confronti di Walter, facendo arrabbiare Corningstone. Inoltre, allontana Fantana, Kind e Tamland, sostenendo di essere stanco di trasportarli e di sminuire la storia di Fantana su una compagnia aerea gestita dal proprietario della GNN.
Durante una festa per celebrare il successo della GNN, Lame fa scivolare Burgundy e gli procura un trauma cranico, che lo rende cieco. Incapace di leggere le notizie, Burgundy si isola in un faro, incapace di adattarsi alla sua perdita della vista. Corningstone arriva con Walter per una visita, annunciando di aver scaricato Gary e di essersi licenziata perché le buffonate di Burgundy alla GNN hanno rovinato tutto ciò che amava delle notizie. Burgundy si lega alla sua famiglia, adattandosi gradualmente alla sua disabilità. Burgundy e Walter riabilitano uno squalo, chiamandolo Doby prima di liberarlo.
Burgundy scopre che Corningstone stava nascondendo messaggi del suo oculista riguardo a una procedura sperimentale, poiché pensava che la sua cecità fosse stata significativa nel riavvicinamento della famiglia. Se ne va arrabbiato, gli viene ripristinata la vista e torna alla GNN. Tornato a New York, Corningstone supplica Burgundy di partecipare al recital di pianoforte di Walter. Arriva un servizio esclusivo, che gli richiede di coprirlo. Tuttavia, in diretta televisiva, Burgundy dice invece che le notizie dovrebbero informare, non intrattenere, fornisce un riassunto in due frasi della storia della compagnia aerea di Fantana e se ne va per il recital di Walter.
Viene intercettato da un Lame arrabbiato e dal suo team e da diverse altre squadre di giornalisti, che vogliono tutti ucciderlo a causa della sua fama. Kind, Fantana e Tamland arrivano per difenderlo e ne consegue una battaglia colossale. Il vecchio acerrimo rivale di Burgundy, Wes Mantooth, arriva e lo salva dalla troupe di Lame. Tamland innesca accidentalmente un'esplosione. Burgundy raggiunge in tempo il recital di Walter e si riconcilia con Corningstone. Più tardi, mentre partecipa al matrimonio di Tamland e Chani sulla spiaggia, Burgundy vede Doby in acqua. Corre e lo bacia, solo per essere attaccato. Baxter lo salva.

## Produzione
Nel film vi sono numerosi cameo di Harrison Ford, Jim Carrey non accreditato, Will Smith, Sacha Baron Cohen, Drake, Kirsten Dunst, Tina Fey non accreditata, Liam Neeson accreditato come Michael Neeson, Amy Poehler non accreditata, Marion Cotillard, John C. Reilly non accreditato, Kanye West non accreditato, Vince Vaughn non accreditato e Billie Joe Armstrong dei Green Day.

## Distribuzione
Il primo teaser trailer è stato diffuso il 23 maggio 2012, mentre il full trailer il 19 giugno 2013. Il film è uscito nelle sale statunitensi il 18 dicembre 2013. In Italia era prevista l'uscita nelle sale il 26 giugno 2014, ma essa è avvenuta invece direct-to-video il 5 giugno 2014.